# Bacino di Apollo
Il bacino del carro di Apollo o bacino di Apollo è un bacino artificiale del parco della Reggia di Versailles, in Francia, che prende il nome da Apollo e dal suo carro solare. Si trova sull'asse centrale del parco, di fronte al Grand Canal.

## Storia
Il giardino del castello, progettato da André Le Nôtre, è stato realizzato per illustrare il mito solare di Apollo e, attraverso esso, lo splendore del Re Sole. La fontana della vasca di Apollo è un elemento centrale di questo giardino.
Il Carro del Sole, gruppo centrale della vasca in piombo dorato, fu realizzato nel 1668-1671 da Jean-Baptiste Tuby, su disegno di Le Brun. Il carro di Apollo emerge dall'acqua, trainato da quattro cavalli. Lo scultore ha aggiunto ai suoi piedi Fetonte, caduto dal carro, e intorno a lui nella vasca, tritoni che soffiano nelle loro conchiglie e delfini. Il gruppo è stato realizzato ai Gobelins e poi trasportato a Versailles nel 1670.
Dal XVIII secolo sono stati effettuati diversi restauri. L'ultimo grande restauro risale al 1923-1927, mentre quelli più piccoli sono stati effettuati nel 1955 e nel 1981. Durante il restauro del 1955, sotto la direzione dell'architetto Marc Saltet, è stato effettuato un intervento strutturale e sono state sostituite le armature danneggiate.
Più recentemente, nel 2022 è stato avviato un nuovo restauro. Il bacino e il gruppo restaurati sono stati consegnati nel marzo 2024. Le dorature a foglia d'oro delle statue sono state completamente rifatte.

Nell'autunno del 1939, all'inizio della seconda guerra mondiale, per paura dei bombardamenti, la statua di Apollo fu protetta da muri di mattoni sormontati da un capitello di legno.

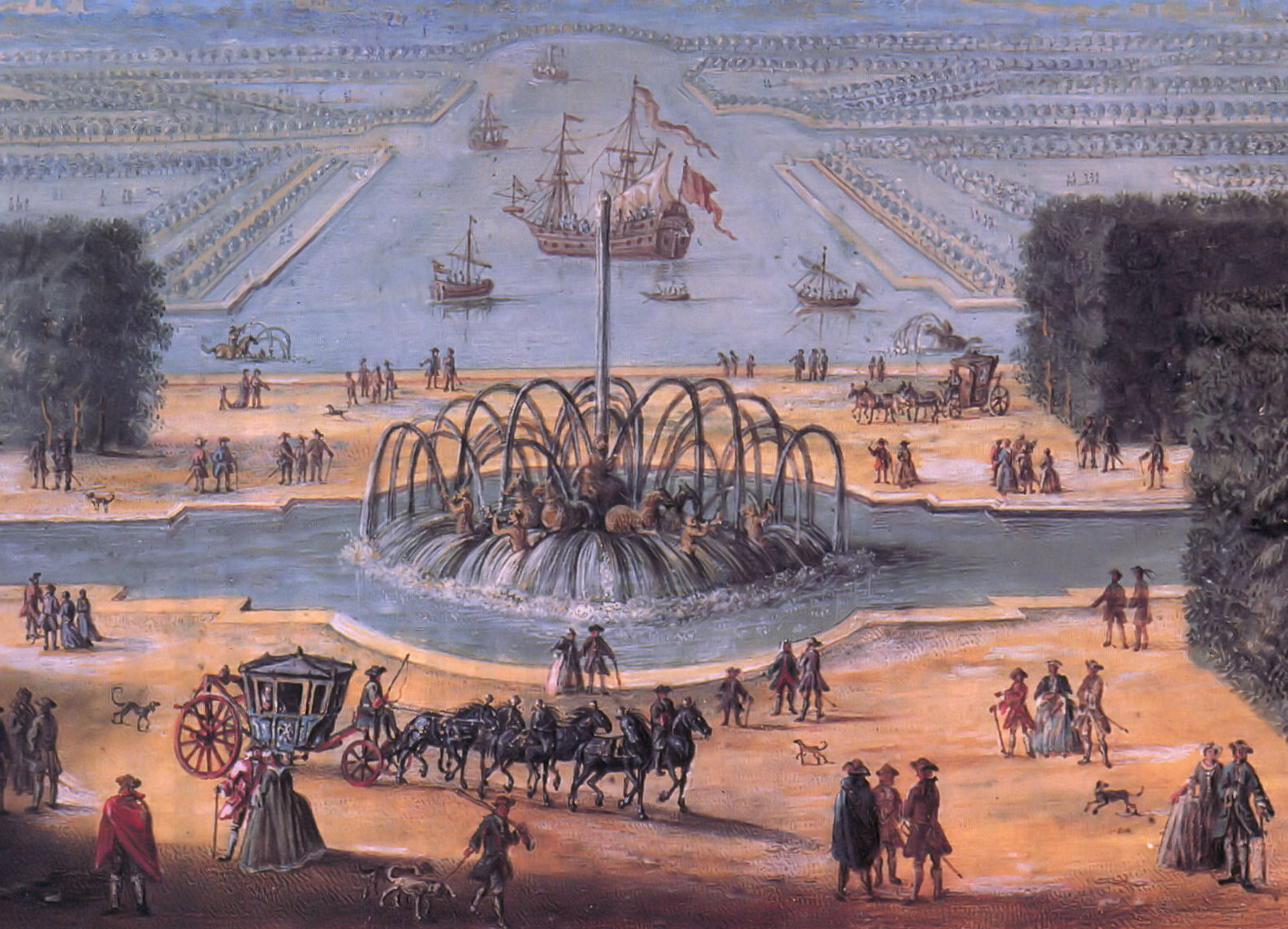
Il bacino di Apollo, in primo piano, col Grand Canal nel XVII secolo
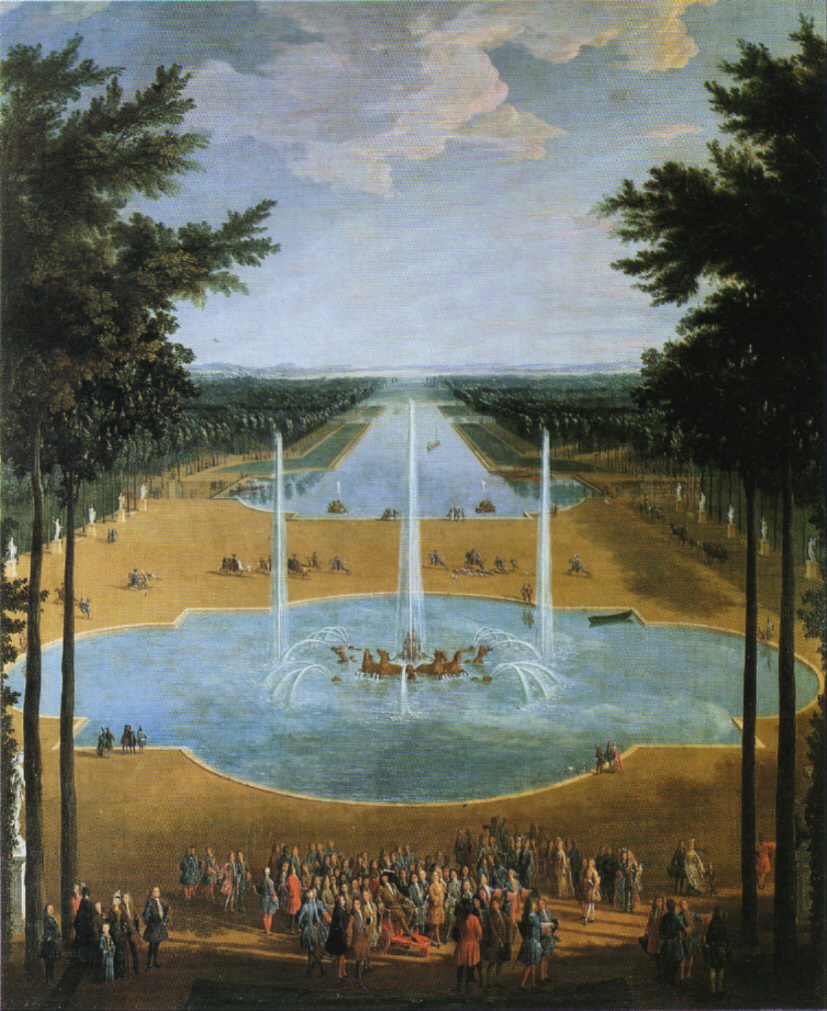
Il bacino di Apollo nel 1713
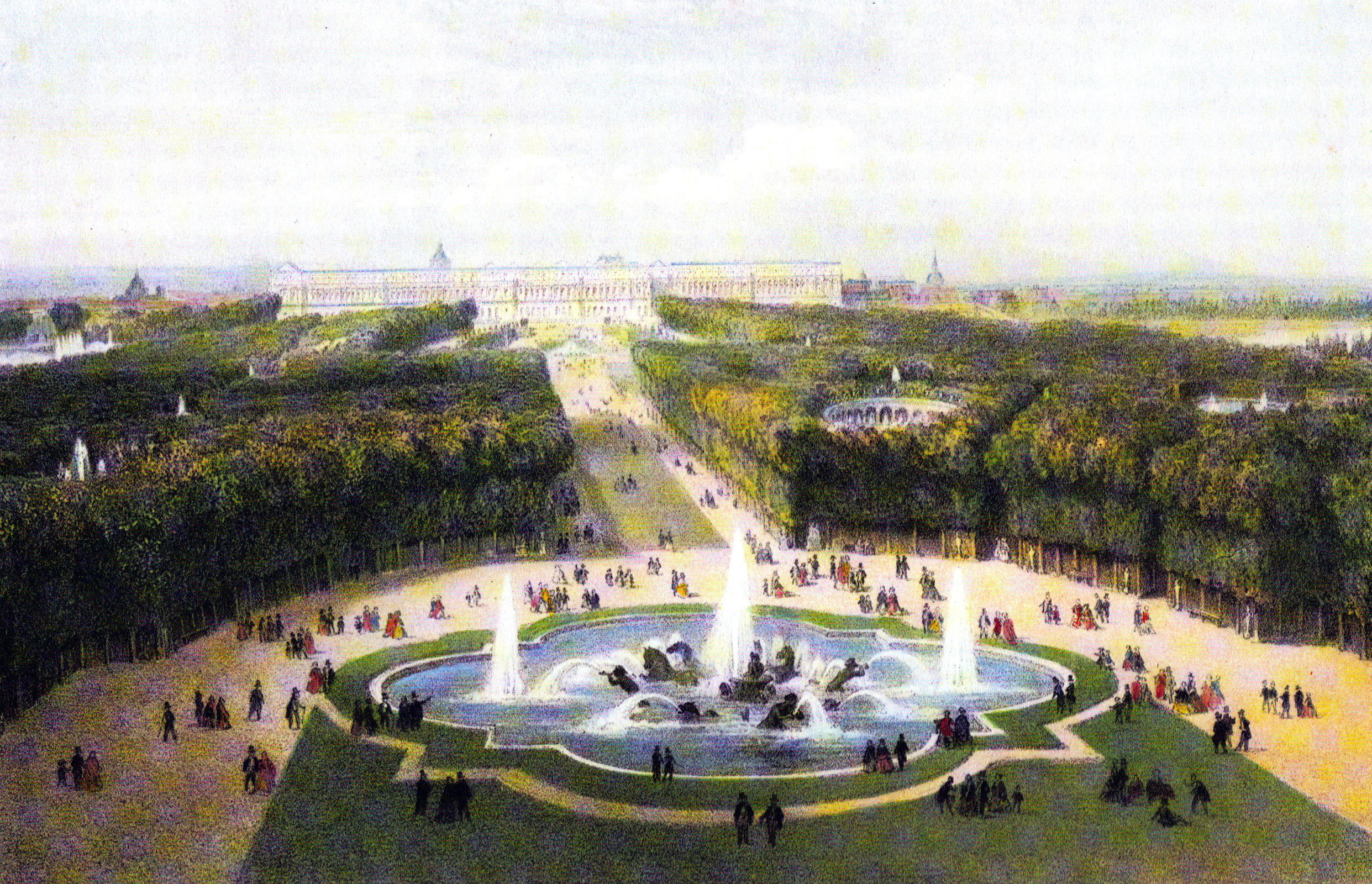
Il giardino e il bacino nel 1860

## Altre immagini

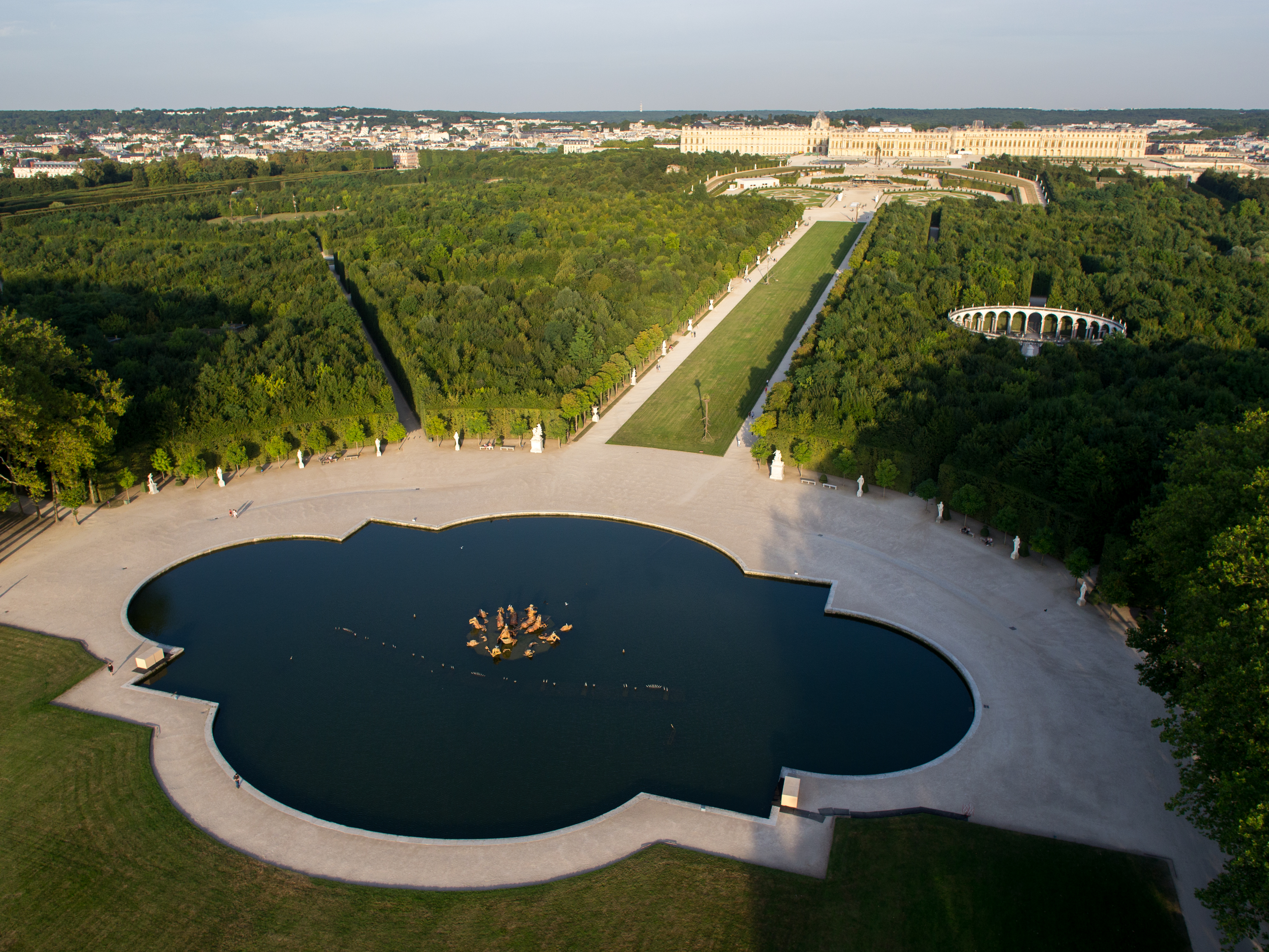
Veduta aerea del bacino con la reggia in secondo piano
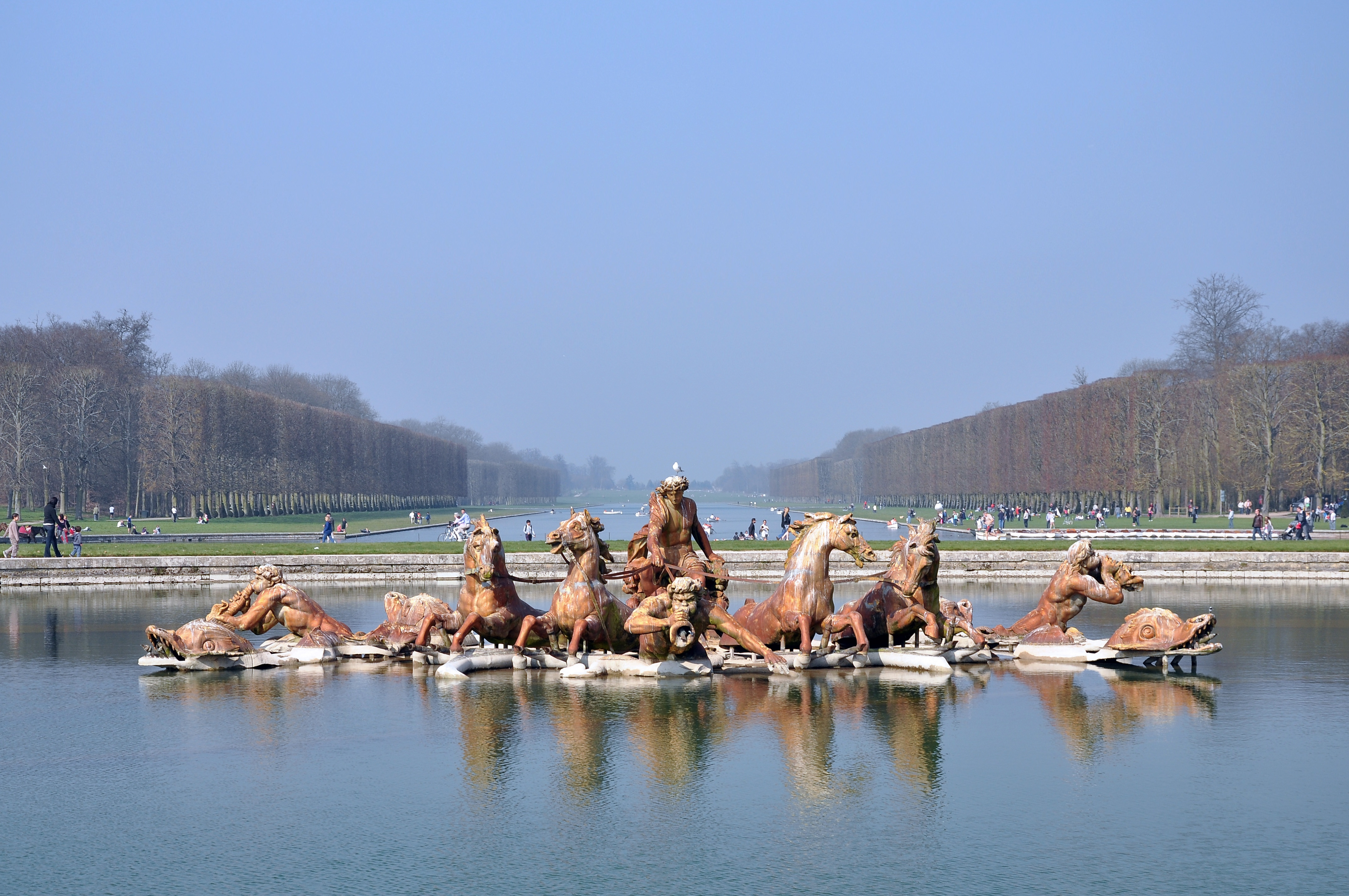
Il carro di Apollo in primavera
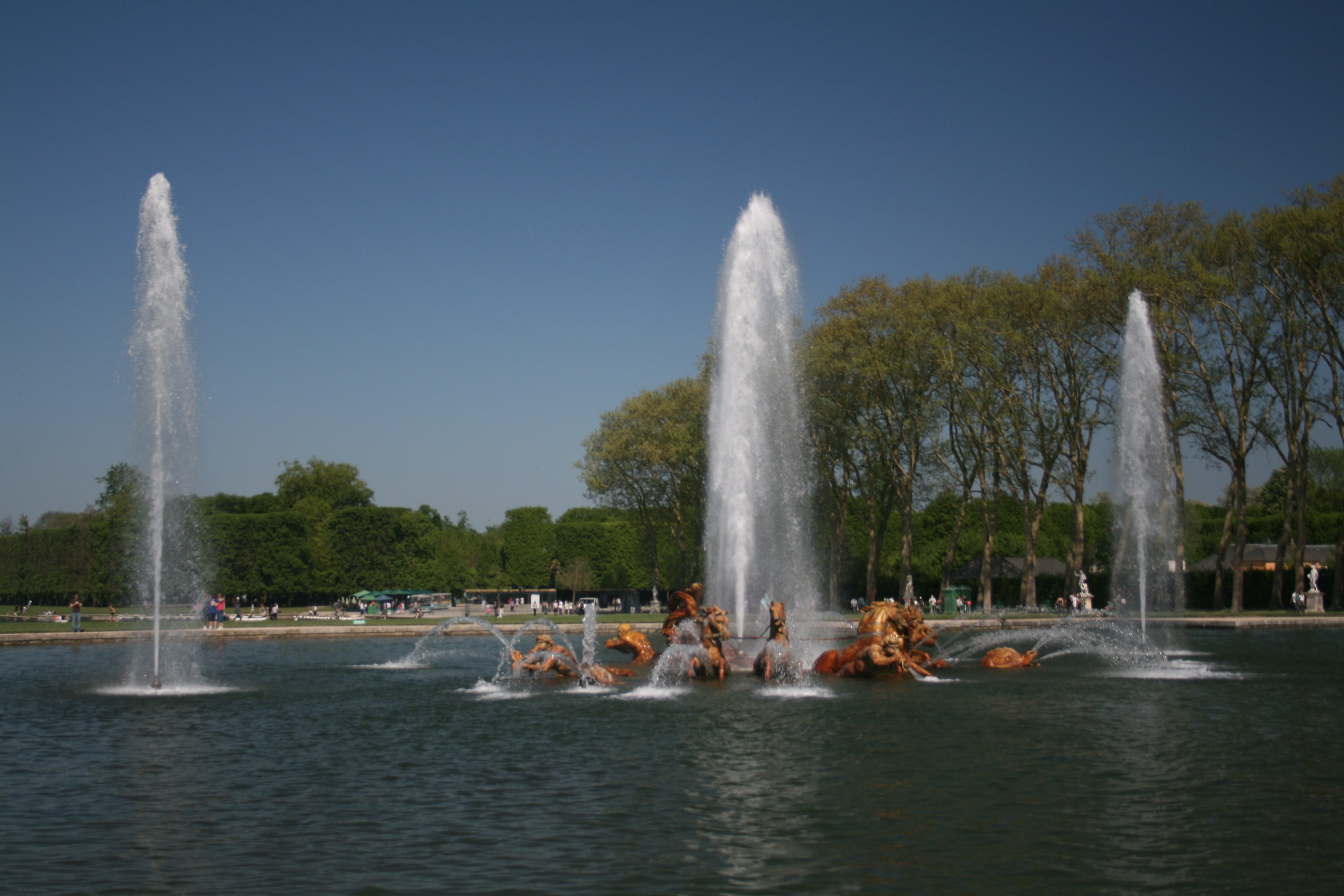
Il bacino del carro di Apollo duranti i grandi giochi d'acqua
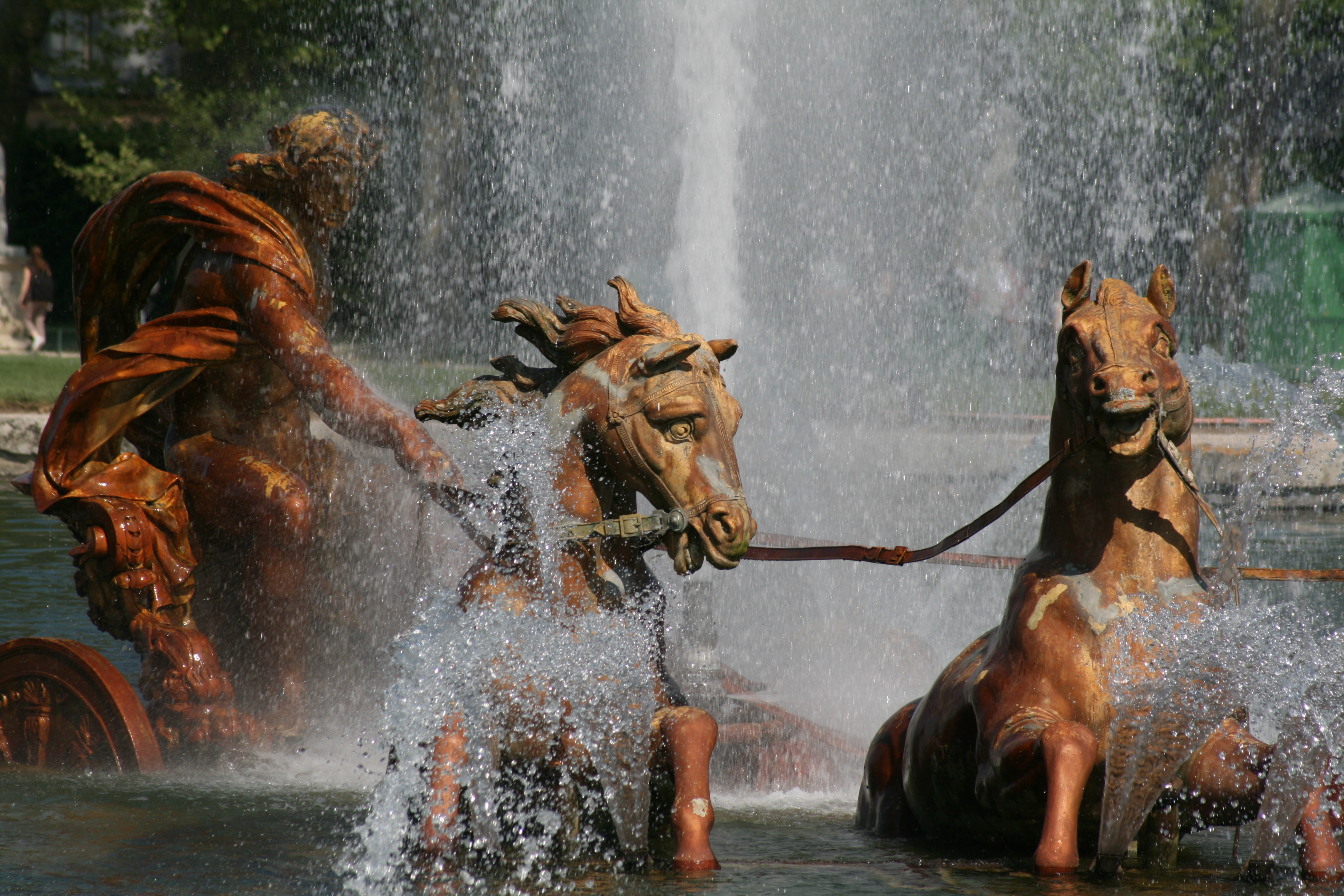
Apollo e i suoi cavalli durante i giochi d'acqua

## Statue

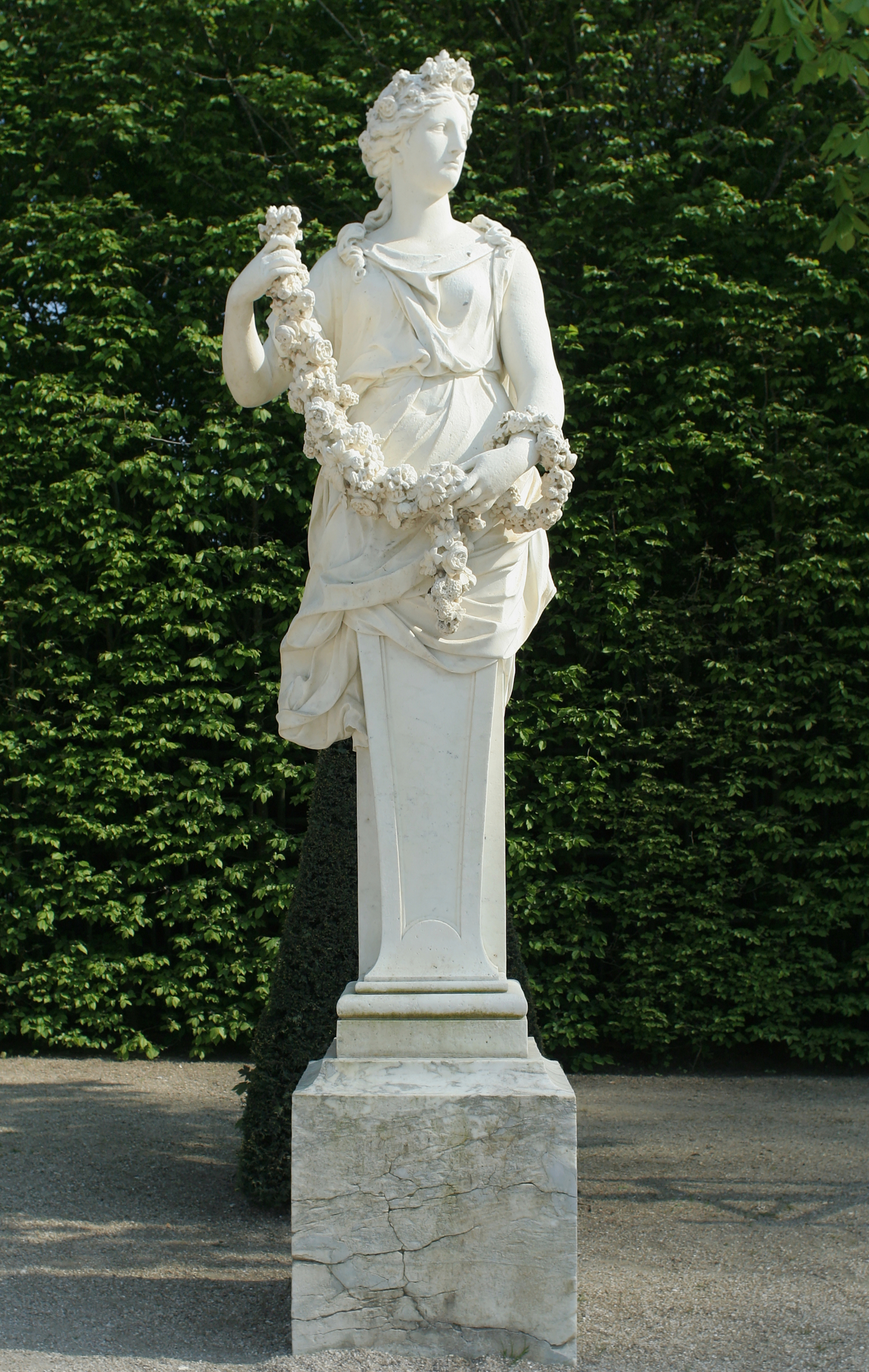
Marc Arcis, Simon Mazière, Primavera
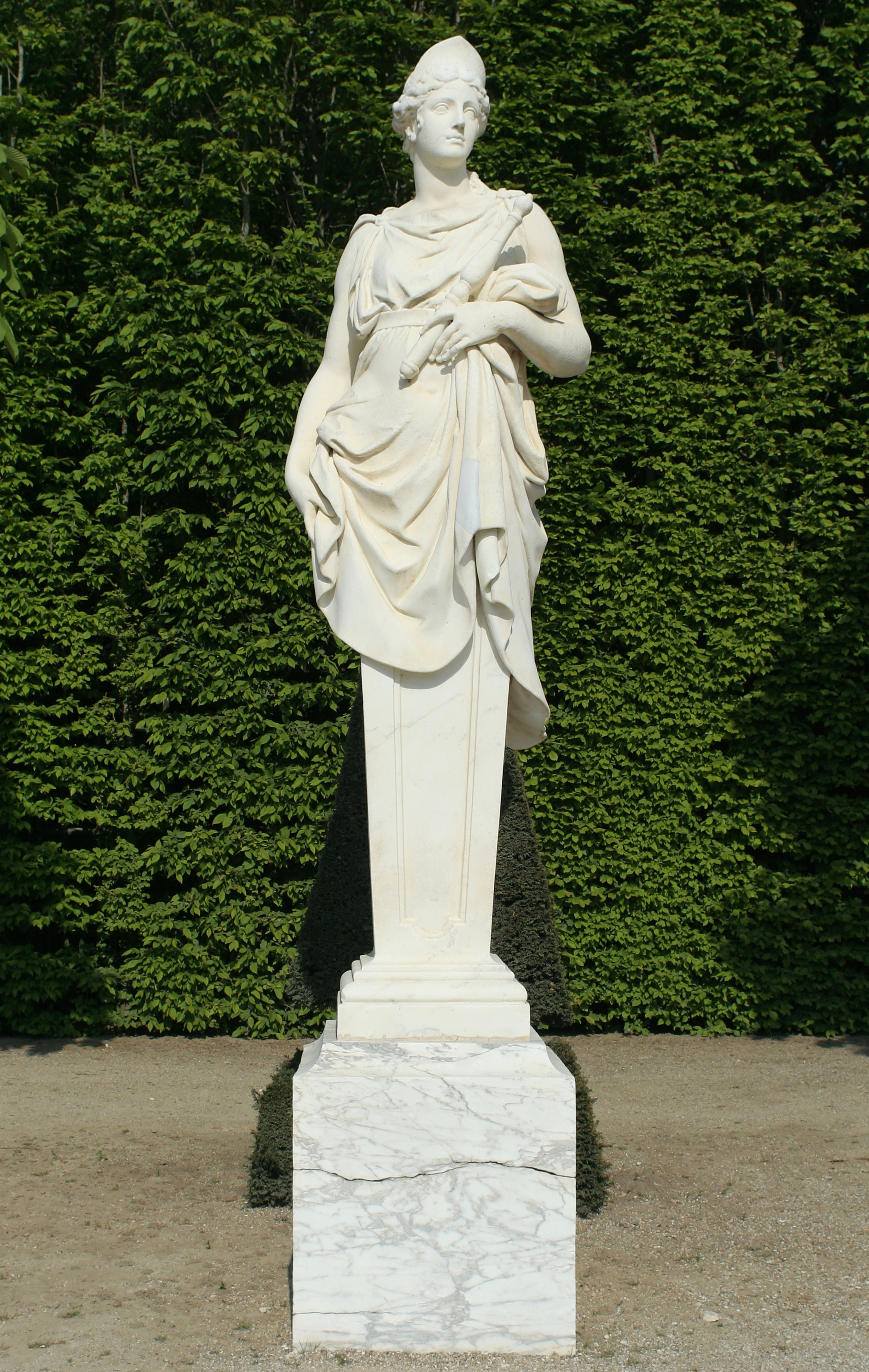
Jean-Jacques Clérion, Giunone
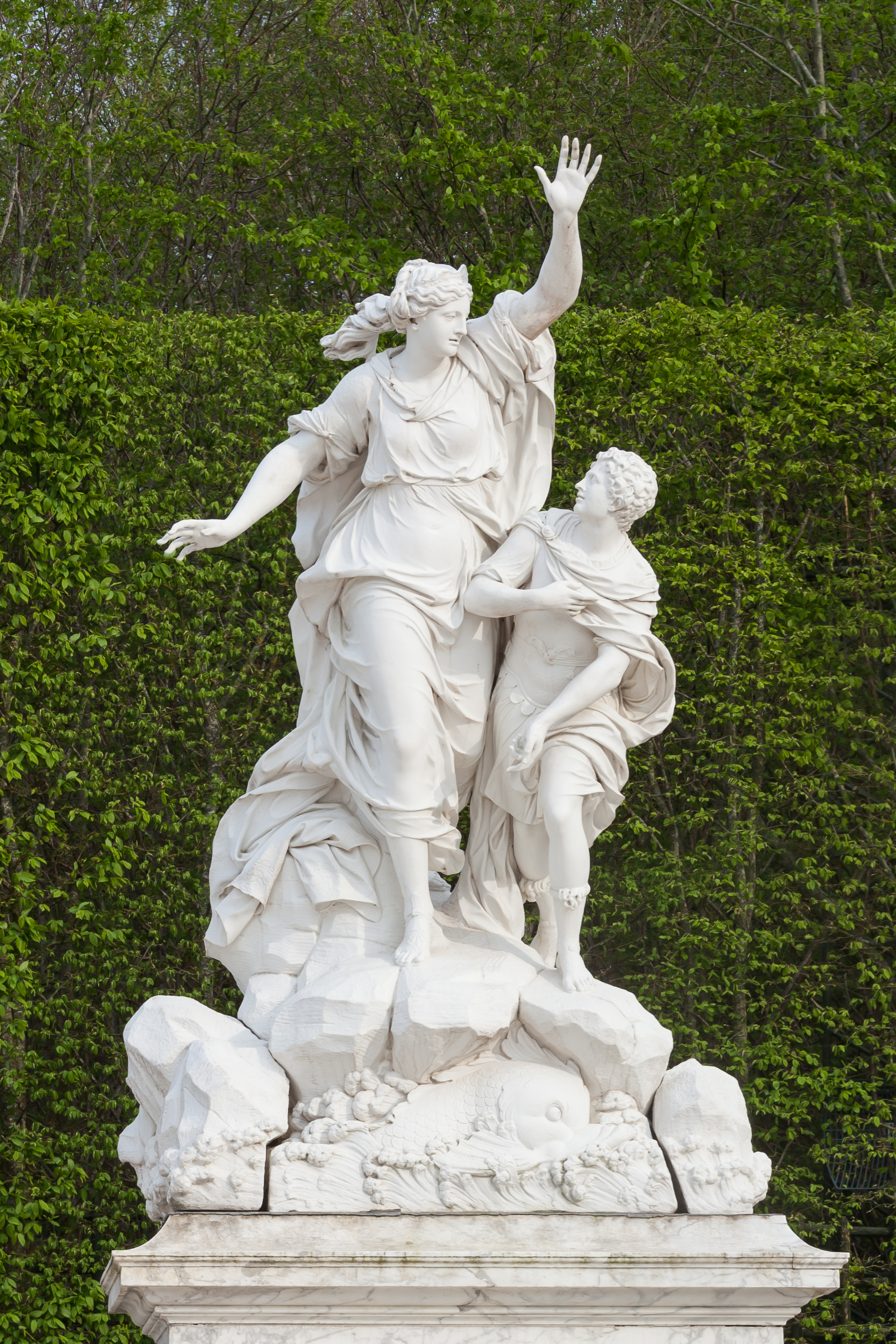
Pierre Granier, Ino e Melicerte
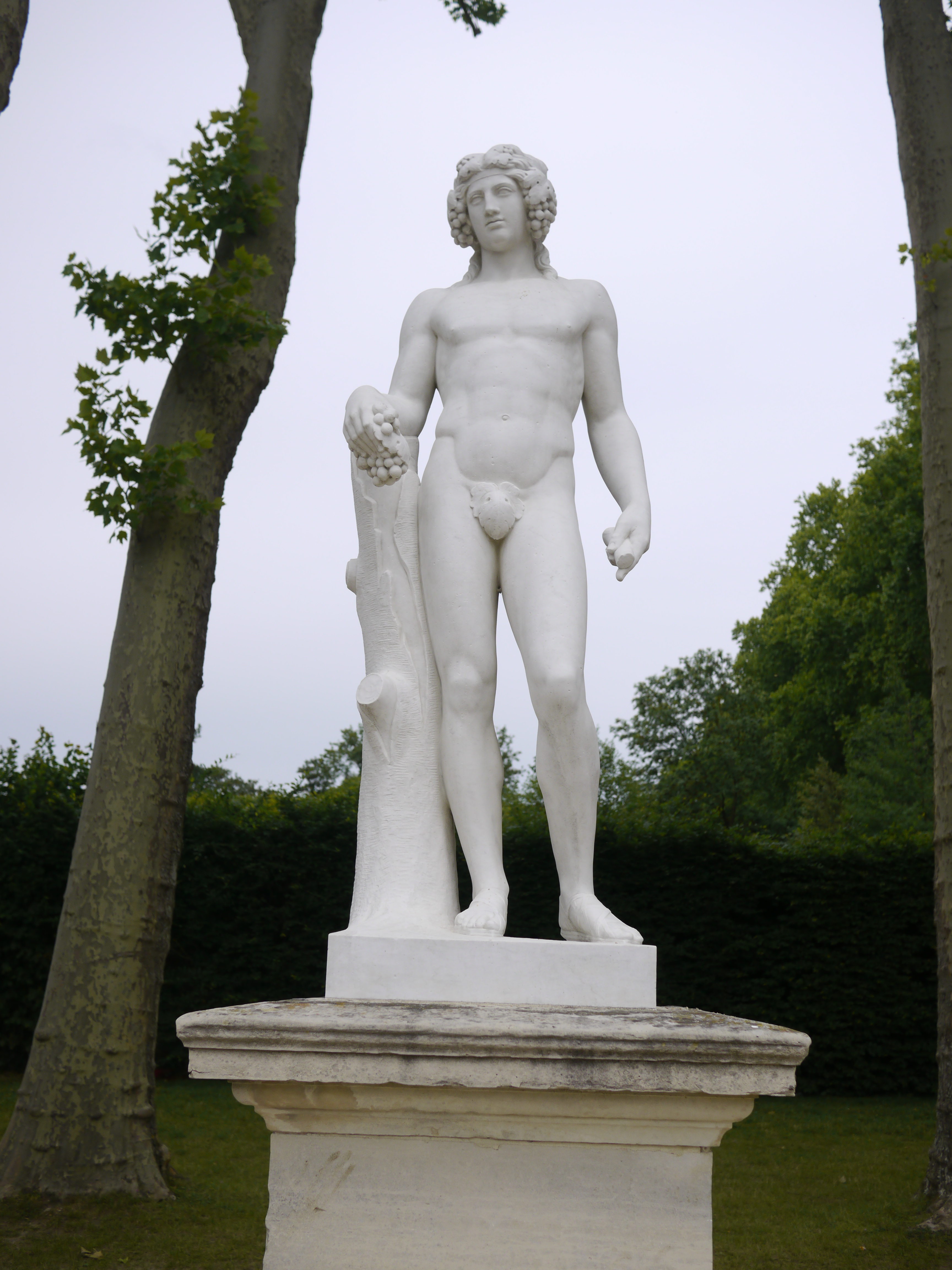
Louis-Aimé Lejeune e René Grégoire, Bacco appoggiato su un tronco d'albero con un grappolo d'uva